# Литвин, Константин Захарович
Константин Захарович Литви́н (3 июля 1907, Нахичевань — 3 апреля 1994, Киев) — украинский советский деятель. Министр культуры УССР в 1953/56 годах.

## Биография
Родился 3 июля 1907 году в городе Нахичевань-на-Дону тогдашнего Кавказского наместничества, ныне часть города Ростов-на-Дону (Российская Федерация). Рос в семье рабочего. Детские и юношеские годы провел в Донбассе. Трудовую деятельность начал в 1918 году батраком в селе Старомихайловка в Донбассе.

### Образование
Окончил в 1933 году Индустриальный педагогический институт им. К.Либкнехта в городе Свердловск, ныне — Екатеринбург. Кандидат исторических наук, доцент.

### Деятельность
С 1921 по 1924 — работал болтонарезателем механической мастерской в поселке Рутченково на Донетчине.
С 1922 — член ЛКСМУ.
С 1924 по 1926 — работал на шахте № 32-29 и на шахте № 31 секретарем комсомольской организации на Донетчине.
В 1926 — окончил Сталинскую окружную советскую партийную школу.
С 1926 по 1930 — на пропагандистской работе в Макеевке, на трубном заводе, на шахте «Бурос», заведующий отделов пропаганды в Авдеевском и Амвросиевском районных комитетах КП(б)У на Донетчине.
С 1927 — член ВКП(б).
С 1930 по 1933 учился в Индустриальном педагогическом институте им. К.Либкнехта (м. Москва).
С 1933 — на руководящей партийно-педагогической работе в городах Тула и Калинин РСФСР.
В 1938 — окончил Московский историко-партийный институт красной профессуры.
С 1938 по 1939 — руководитель профгрупи ЦК ВКП(б), лектор Сталинского областного комитета КП(б)У и директор межобластных партийных курсов в Сталинской области.
С 1939 по 1941 — секретарь Сталинского областного комитета КП(б) Украины по пропаганде и агитации.
С 1941 по 1944 — заместитель заведующего Отделом пропаганды и агитации ЦК КП(б) Украины.
06.10.1944 — 10.07.1946 — секретарь ЦК КП(б) Украины по пропаганде и агитации.
10.07.1946 — 25.01.1949 — 3-й секретарь ЦК КП(б) Украины.
10.07.1946 — 15.04.1950 — член Организационного бюро ЦК КП(б) Украины.
28.01.1949 — 15.03.1966 — член ЦК КП(б) — КП Украины.
28.01.1949 — 15.04.1950 — секретарь ЦК КП(б) Украины по пропаганде и агитации.
С 1950 по 1951 — заместитель Председателя СМ Украинской ССР.
С февраля 1951 по 1953 — 2-й секретарь Львовского областного комитета КП(б) — КП Украины.
С 10.04.1953 по 10.07.1956 — министр культуры Украинской ССР.
С 17.07.1956 по 1963 — председатель Президиума Украинского общества дружбы и культурных связей с иностранными государствами.
В 1963—1966 — уполномоченный Совета по делам религиозных культов при СМ Украинской ССР.
В 1966—1974 — уполномоченный Совета по делам религий при СМ СССР по Украинской ССР.
С 01.11.1974 по 1979 — председатель Совета по делам религий при Совете Министров Украинской ССР.